# Antennequesoma
Antennequesoma es una familia de ácaros perteneciente al orden Mesostigmata.

## Especies
- Antennequesoma Sellnick, 1926
  - Antennequesoma labergei Elzinga, 1982
  - Antennequesoma longissima Elzinga, 1982
  - Antennequesoma lujai Sellnick, 1926
  - Antennequesoma reichenspergeri Sellnick, 1926
  - Antennequesoma rettenmeyeri Elzinga, 1982
  - Antennequesoma tenuatum Elzinga, 1982